# Perla Mux
Perla Mux (Buenos Aires, 8 de mayo de 1921 - Morón, provincia de Buenos Aires, Argentina, 29 de diciembre de 2012) fue una cantante y actriz de los primeros años del cine y el teatro nacional argentino.

## Carrera profesional
Comenzó siendo muy pequeña como cantante destacada en coros, situación que la condujo a ocupar puestos solistas a edades muy tempranas. Su repertorio osciló entre la música lírica y la música americana de los años 30/50. 
Se inició en el cine a fines de los años treinta y tuvo papeles protagónicos en Adiós Pampa mía (1946), El cantor del pueblo (1951) y en Mujeres en sombra. Trabajó junto a Niní Marshall, Luis Sandrini, Narciso Ibáñez Menta, Pierina Dealessi, Malisa Zini y otros como coprotagonistas. También se la recuerda como una de las estrellas cuyo rostro aparecía en una muy difundida publicidad de jabones Lux. También participó como secretaria general en el Ateneo Cultural Eva Perón, integrado por actrices y encabezado por Fanny Navarro.
Se la pudo ver lucir también en el radioteatros en algunas emisiones por Radio Prieto y Municipal.
En cuanto a su vida sentimental estuvo casada desde 1940 hasta 1944 con el actor Fernando Lamas. Luego siendo secretaria del Ateneo Cultural Eva Perón conoció a su segundo marido, José Francisco Saponaro, vinculado al peronismo y al gobierno. Proscripto el mismo en 1955 se retiró y por un período de más de diez años se dedicó a su familia, la enseñanza y la pintura. Volvió a principios de los 70 participando de obras en el Teatro General San Martín, debido a su reencuentro con la democracia advenida con Héctor Campora,  y tiras en televisión. Sus últimos años los dedicó a la producción de proyectos e ideas vinculados al arte y la inclusión social. Su nieta es la actriz Diana Lamas.

## Filmografía
Actriz
- Me casé con una estrella (1951)
- Mujeres en sombra (1951)
- El cantor del pueblo (1951)
- La muerte está mintiendo (1950)… Isabel Pradas
- El cielo en las manos (1950) …Elba
- Nace la libertad (1949)
- Una mujer sin cabeza (1947)…Nelly

- La caraba (1947)

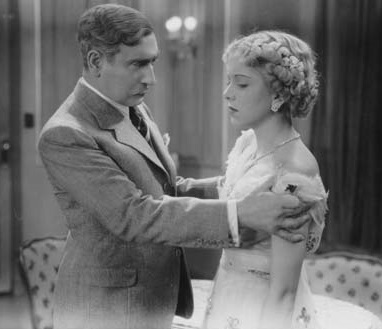
Miguel Di Carlo y Perla Mux en la comedia musical Cantando nació el amor (1938).

- Adiós Pampa mía (1946) .... Isabel
- Los hombres las prefieren viudas (1943)
- Good Girls Go To Paris o La pícara mentirosa  (1939)
- Muchachas que estudian (1939) .... Lucy
- Bartolo tenía una flauta (1939)
- Cantando llegó el amor (1938)
- Ronda de estrellas (1938)

## Teatro
- La novia de arena (1945), estrenada en el Teatro Odeón.
- Vendaval (1950).
- La verdad eres tú (1952).
- El cantar de los tangos (1954).
- Hotel de ilusos (1974), junto a Amadeo Novoa, Noemí Laserre, Oscar Casco y Jorge de la Riestra.

## Televisión
- 1952: Teleteatro del romance.
- 1975: Romances de amor y patria.
- 1975: Un cuento para Papá.